# Borge Bay
Die Borge Bay ist eine kleine Bucht an der Ostküste von Signy Island im Archipel der Südlichen Orkneyinseln. Sie liegt zwischen dem Balin Point und dem Berntsen Point.
Kartiert wurde sie 1912 vom norwegischen Walfängerkapitän Petter Sørlle. Namensgeber ist Sørlles Landsmann Hans Engelbert Borge (1873–1946), Kapitän des Walfängers Polynesia, der 1913 die Bucht neuerlich kartierte.